# 345-й гвардейский парашютно-десантный полк
345-й отдельный гвардейский Краснознамённый ордена Суворова парашютно-десантный полк имени 70-летия Ленинского комсомола (345 пдп) — воинская часть Воздушно-десантных войск СССР, а затем и Российской Федерации.

## История
Полк сформирован 30 декабря 1944 года в посёлке (местечке) Лапичи Осиповичского района, Могилёвской области Белоруссии, на базе 14-й гвардейской воздушно-десантной бригады (14 гв.вдбр) как 345-й стрелковый полк, который, в свою очередь, был переформирован в 345-й гвардейский посадочный воздушно-десантный полк (14 июня 1946 года).
В июле 1946 года гвардейский посадочный воздушно-десантный полк был передислоцирован в город Кострома, а в 1960 году — в город Фергана, где находился до декабря 1979 года.
Полк входил в состав 105-й гвардейской воздушно-десантной дивизии в городе Фергана Узбекской ССР. За высокий уровень боевой подготовки и активные действия, проявленные на учениях «Восток-72», полк был награждён вымпелом Министра обороны СССР «За мужество и воинскую доблесть».
В 1979 году, после расформирования 105-й гвардейской воздушно-десантной дивизии, полк вошёл в состав 40-й армии.
Полк в составе 40-й армии участвовал в Афганской войне. Ещё 14 декабря 1979 года, до ввода основных частей 40-й армии в ДРА, 3-й батальон полка был переброшен в Баграм для усиления батальона 111-го гвардейского парашютно-десантного полка 105-й гвардейской воздушно-десантной дивизии, который с 7 июля 1979 года охранял на аэродроме город Баграм советские военно-транспортные самолёты и вертолёты (позднее этот батальон был включён в состав 345-го полка).
9-я рота полка под руководством старшего лейтенанта В. Востротина (80 человек) 27 декабря 1979 года принимала участие в штурме дворца Амина.
В 1980 году за мужество и героизм личного состава полк был награждён орденом Красного Знамени. В Фергане после передислокации полка в ДРА, остался первый батальон полка, который в 1982 году вошёл в состав передислоцированного из Кировабада 387-го гвардейского парашютно-десантного полка 104-й воздушно-десантной дивизии с последующим переименованием в октябре 1985 года в 387-й отдельный учебный парашютно-десантный полк (387 оупдп). 387 оупдп займётся подготовкой рядового состава для воздушно-десантных частей в ОКСВА.
2-й парашютно-десантный батальон был размещён в Бамиане, позже в населённом пункте Анава в Панджшерском ущелье.
Начиная с весны 1982 года в полку началась планомерная замена штатной авиадесантируемой бронетехники (БМД-1) на более приспособленную к ведению боевых действий в условиях партизанской войны в горах бронетехнику, штатную для мотострелковых подразделений (БТР-70, БМП-2).

«… 20 апреля 1982 год. На операции не ходили весь апрель. Пересели с БМД на БТР-70. Очень любим свою родную Боевую Машину Десанта за мощность двигателя и вооружения, за манёвренность и скорость, но от мин она нас не защищала. В БТР-70 стали чувствовать себя спокойно…»— Из дневника командира взвода разведывательной роты 345 опдп Городинского Виктора Васильевича
Также в полку производилось реформирование организационно-штатной структуры с целью повышения огневой мощи подразделений — в состав полка был включён гаубичный артиллерийский дивизион вооружённый гаубицами Д-30 и танковая рота на Т-62. Из-за невозможности производить боевое парашютное десантирование в сложном горном рельефе, за ненадобностью были расформированы подразделения десантного обеспечения и воздушно-десантная служба полка. По причине отсутствия воздушных целей и бронетехники у противника, были расформированы зенитно-ракетные взвода в батальонах и противотанковая батарея. Зенитно-ракетная артбатарея была перенацелена на огневое прикрытие колонн на марше, путём установки штатных зенитных орудий ЗУ-23 на грузовики.
Общие тактические задачи и общее вооружение полка во время его дислокации в Афганистане больше соответствовали мотострелковой части, чем десантной.
Характер боевых заданий:
- охрана участков дорог

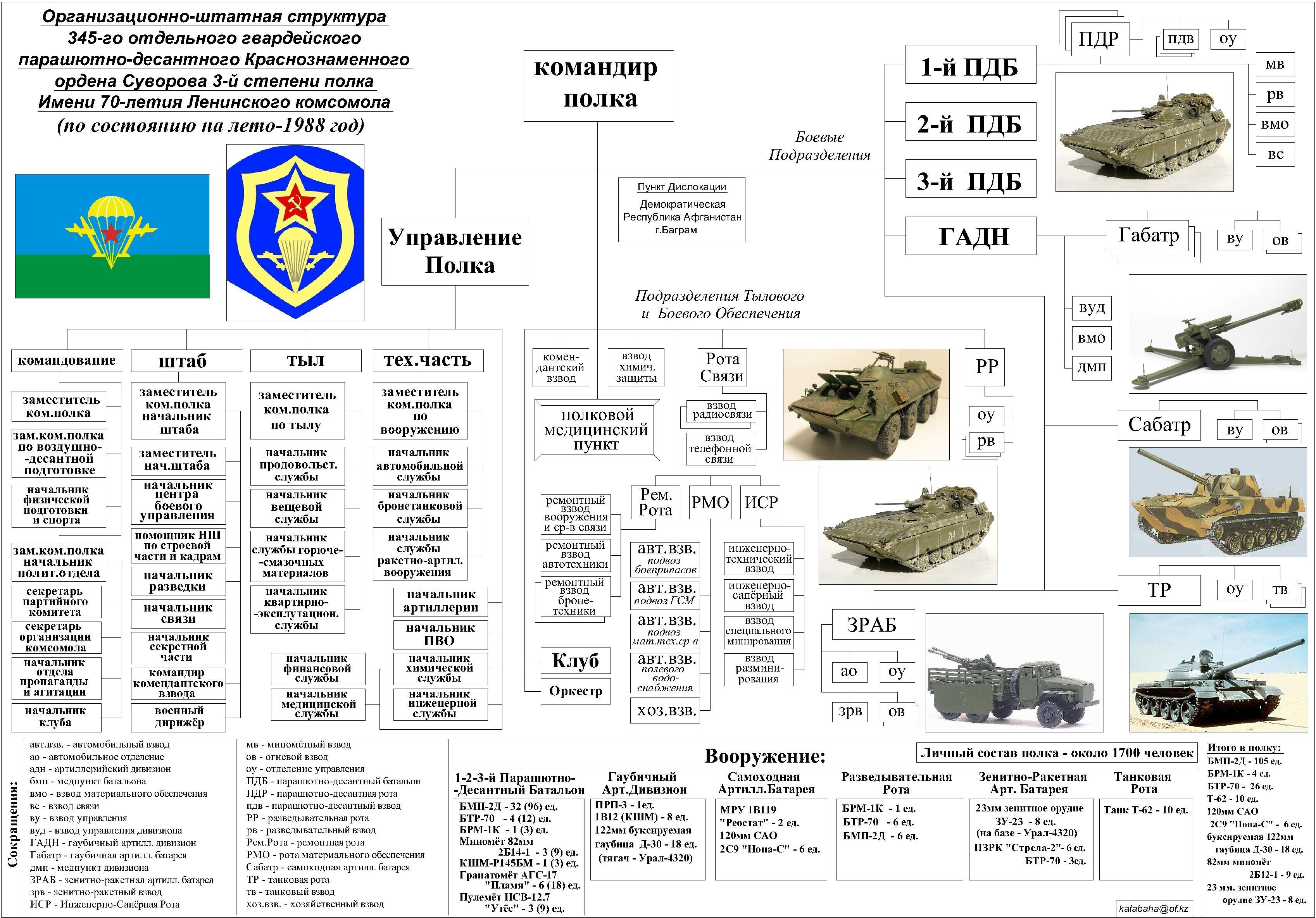
Организационно-штатная структура 345-го пдп на лето 1988 года.

- непосредственная охрана автомобильных колонн
- зачистка кишлаков и горных районов
- засады
- рейды (отдельные в поддержку «ХАД»)
- поддержка подразделений правительственной милиции («Царандой»)
- прочее

Широкой публике полк стал известен благодаря фильму Ф. Бондарчука «9-я рота», в основу сценария которого лёг бой у высоты 3234 под Хостом, принятый в январе 1988 года 9-й парашютно-десантной ротой полка.
11 февраля 1989 года полк был выведен из ДРА. После вывода из Афганистана полк вошёл в состав 104-й гвардейской воздушно-десантной дивизии.
9 апреля 1989 года полк принимал участие в наведении Конституционного порядка при проведении антиправительственного митинга в Тбилиси, а с 16 августа 1992 года передислоцирован в город Гудаута Абхазской АССР для защиты военных объектов и аэродрома Минобороны России, а с июня 1994 года и участия в миротворческих операциях во время грузино-абхазской войны.
К 1 мая 1998 года на фондах полка была создана 50-я военная база, позже переименованная в 10-й миротворческий воздушно-десантный полк.
30 апреля 1998 года на основании приказа Министра обороны РФ 345-й гвардейский парашютно-десантный полк был расформирован, а боевое знамя полка с наградами передано в Центральный музей Вооружённых Сил. А копия боевого знамени с наградами передана музею ВДВ в Рязани.

### Планы о возрождении
В 2013 году командующий Воздушно-десантными войсками Владимир Шаманов, при утверждении концепции развития войск ВДВ заявил о формировании отдельной десантно-штурмовой бригады, которая должна была получить порядковый номер 345-й, в честь ранее существовавшего парашютно-десантного полка. Согласно заявлению, создание десантно-штурмовой бригады планировалось на 2016 году в городе Воронеж. В 2015 году руководством ВДВ создание бригады было перенесено на срок позднее 2017—2018 годов.

## Командиры
- Гвардии полковник Котляров — первый командир полка (начиная с 1944 года)
- Гвардии полковник Вотинцев (до 1966 года).
- Гвардии полковник Панарин Василий Иванович (1966—1971).
- Гвардии подполковник Никитин (1971—1973)
- Гвардии подполковник Бочаров (1973—1975)Гвардии подполковник Наумов (1975—1977)

### В периодвойны в Афганистане(1979—1989)
- Гвардии полковник Сердюков Николай Иванович (декабрь 1979 — март 1981)
- Гвардии подполковник Кузнецов Юрий Викторович (март 1981 — июнь 1982)
- Гвардии подполковник Грачёв, Павел Сергеевич (июль 1982 — июнь 1983)
- Гвардии подполковник Федотов Александр Николаевич (июнь 1983 — сентябрь 1984)
- Гвардии подполковник Диденко Сергей Александрович (сентябрь 1984 — август 1985)
- Гвардии подполковник Дереглазов Василий Георгиевич (август 1985 — сентябрь 1986)
- Гвардии полковник Востротин, Валерий Александрович (сентябрь 1986 — май 1989)

### В составе104-й гвардейской воздушно-десантной дивизии(1989—1992)
- Гвардии полковник Пименов, Василий Васильевич (май 1989 — декабрь 1990)
- Гвардии полковник Кондратенко Александр Яковлевич (декабрь 1990 — июнь 1992)

### В составе7-й гвардейской воздушно-десантной дивизии(1992—1998)
- Гвардии полковник Дёмин Евгений Дмитриевич (июнь 1992 — февраль 1995)
- Гвардии полковник Капустин, Сергей Евгеньевич (февраль 1995 — октябрь 1997)
- Гвардии полковник Березовский Анатолий Владимирович (октябрь 1997 — 1 мая 1998)

## Герои Советского Союза и России
«За мужество и героизм, проявленные при оказании интернациональной помощи республике Афганистан, Указами Президиума Верховного Совета СССР», удостоены воины-интернационалисты:
- гвардии младший сержант Александров, Вячеслав Александрович (1988, посмертно), командир отделения, навечно зачислен в списки части.
- гвардии рядовой Мельников, Андрей Александрович (1988, посмертно), пулемётчик, навечно зачислен в списки части.
- гвардии подполковник Востротин, Валерий Александрович (1988), командир полка.
- гвардии подполковник Кузнецов, Юрий Викторович (1982), командир полка.
- гвардии капитан Кравченко, Николай Васильевич (1984), заместитель командира батальона.
- гвардии майор Пименов, Василий Васильевич (1984), командир батальона.
- гвардии рядовой Чмуров, Игорь Владимирович (1986), пулемётчик.
- гвардии майор Юрасов, Олег Александрович (1989, посмертно), заместитель командира батальона, навечно зачислен в списки части.
- гвардии старший сержант Вольф, Виталий Александрович (1993, посмертно), командир отделения, навечно зачислен в списки части.